# Fasenstein
Als Fasenstein bezeichnet man einen Planstein, Betonwerkstein, Klinker oder Naturwerkstein mit abgefasten Kanten für ein Sichtmauerwerk.